# 萨克森小瑞士国家公园
萨克森小瑞士（德語：Sächsische Schweiz）也称萨克森瑞士、萨克森施韦茨，是德国东部的一个山区，与捷克共和国境内的波西米亚瑞士共同组成易北砂岩山脉。该地是著名的旅游、攀岩胜地，拥有中欧独一无二的白垩砂岩岩石景观、幽深的山谷、平顶山和峡谷。萨克森小瑞士也是徒步攀岩的胜地。1990年该地成立了国家公园。

## 历史
以前，在该地区有一些用于保护贸易路线的城堡，其中最有名的要数国王岩堡垒。有一些城堡在中世纪被作为强盗巢穴使用。
最初，斯拉夫人居住在该地区。大约15世纪被纳入萨克森公国的统治。
19世纪开始作为旅游景区对外开放。有多位艺术家和作家在此获得创作灵感，如瓦格纳。
在纳粹德国时期，德国地标被冠以瑞士的名字是官方禁忌，因此从1938年开始被更名为“德語：”，到1939年再次改为“德語：”。

## 名称由来
“萨克森小瑞士”这个名字产生于18世纪。两位瑞士艺术家Adrian Zingg和Anton Graff于1766年供职于德累斯顿艺术学院。他们在游历此区域时回想起了家乡瑞士的汝拉山 ，并在书信中为了区分瑞士称之为“萨克森小瑞士”。这个名字广为公众所知则是源于Wilhelm Leberecht Götzinger的书。